# Mijo Miletić
Mijo Miletić (* 2. Juni 1998 in Kiseljak) ist ein ehemaliger bosnisch-kroatischer Fußballspieler.

## Karriere
Miletić begann seine Karriere beim FK Željezničar Sarajevo. 2014 kam er in die Akademie des FK Sarajevo.
Im Juli 2017 wechselte er zum österreichischen Zweitligisten SV Ried, bei dem er einen bis Juni 2019 gültigen Vertrag erhielt. Zunächst spielte er allerdings für die Amateure in der OÖ Liga. Im September 2017 debütierte er schließlich für die Profis in der zweiten Liga, als er am 13. Spieltag der Saison 2017/18 gegen den FC Liefering in der 74. Minute für Severin Hingsamer eingewechselt wurde.
Zur Saison 2018/19 wechselte er zum Regionalligisten Union Gurten. In vier Jahren kam er zu 50 Einsätzen in der Regionalliga für Gurten. Zur Saison 2022/23 wechselte er zum fünftklassigen SK Schärding und beendete kurz darauf seine Fußballkarriere.